# قرش نحاسي
القرش النحاسي هو النوع الوحيد من جنس القروش التي تم العثور عليها في مناطق خطوط العرض المعتدلة المناخ. هذه الأنواع تعيش في الموائل البحرية ( منطقة بيئة طبيعية مأهولة من نوع واحد أو أكثر) التي تقع في مصبات الأنهار مع المياه المالحة، حيث تمتد المياه الضحلة من الخلجان والموانئ  إلى عمق يصل إلى 100 متر( 330 قدما ) ،وهو موزع  في شمال شرق وجنوب غرب المحيط الأطلسي ، وقبالة سواحل جنوب إفريقيا ، وفي شمال غرب وشرق المحيط الهادئ ، وحول أستراليا ونيوزيلندا ، مع وجود تقارير متفرقة عن ظهوره في المناطق الاستوائية .
تعيش إناث هذا الصنف منفصلة عن الذكور لفتره تزيد عن عام، واحيانا يكون من الصعب تمييزها عن غيرها من أسماك القرش الكبيرة، وتتميز الأسنان في الفك العلوي بضيقها، بسبب غياب النتوءات والأخاديد بين الزعانف الظهرية.
يتغذى القرش النحاسي على رأسيات الأرجل  إضافة إلى  الأسماك العظمية والغضروفية الأسماك، كما أنه مفترس سريع السباحة ، وغالبا ما يصطاد في مجموعات كبيرة، ويرتبط نشاطه ب " هجرة السردين. مثل أسماك القرش الأخرى، فمن ولودية الجنين، يتغذى من خلال اتصال المشيمة التي شكلتها المحي، تحمل الإناث مجموعات من 7 إلى 24 جروًا كل عامين في مناطق الحضانة الساحلية وتستغرق فترة الحمل بين 12 وربما 21 شهرًا، وعملية النمو بطيئة جدا، حيث أن الذكور تصل إلى مرحلة النضج الجنسي من 13 إلى 19 عامًا، والإناث من 19 إلى 20 عامًا.
نادرًا ما تهاجم أسماك القرش النحاسية البشر ، إلا أنها تحتل المرتبة العاشرة من حيث عدد الهجمات غير المبررة على البشر. مع ذلك، فإن العدد الفعلي لهجمات القرش المسجلة منخفض - 15 هجومًا غير مميت وغير مسبب، وهجوم واحد فقط مميت وغير مسبب وعلى الرغم من أنه لا يعتبر خطير على البشر، إلا أن هذا القرش قد تورط في عدد قليل من الهجمات على الصيادين، هذا النوع هو قيمة الصيد التجاري في المنطقة بأكملها، واستخدامها كمصدر للغذاء. كما أن أعداد القرش النحاسي في انخفاض بسبب انخفاض معدل التكاثر،هذا هو السبب في أن الاتحاد الدولي لحفظ الطبيعة (IUCN) لديها تصنيف لهذا القرش ضمن الأنواع «القريبة من تهديد الانقراض».